# Cheiracanthium brevidens
Cheiracanthium brevidens är en spindelart som beskrevs av Kroneberg 1875. Cheiracanthium brevidens ingår i släktet Cheiracanthium och familjen sporrspindlar. Inga underarter finns listade i Catalogue of Life.